# 123rf
123RF es una agencia de fotos de stock fundada en 2005 que vende imágenes y fotografías de stock libres de derechos (parte del Grupo Inmagine). En los últimos años, 123RF ha ampliado su cartera para atender el creciente mercado de la industria de contenidos en la web.
Además de más de 170 millones de imágenes en su biblioteca, la empresa también cuenta con una amplia colección de gráficos vectoriales, iconos, fuentes, vídeos y archivos de audio. De la comercialización se encargan principalmente unos 350 empleados de 40 oficinas en todo el mundo

## Historia
En 2000, el fundador, Andy Sitt, acababa de dejar su trabajo en una empresa británica que vendía imágenes de stock en CD mientras mostraba a los clientes catálogos impresos. Andy lanzó su negocio de comercio electrónico creando Inmagine, que vendía impresiones fotográficas premium de gran formato. Junto con Stephanie Sitt, cofundadora y actual CEO,  Inmagine Group es una de las pocas empresas tecnológicas que han arrancado globalmente desde Asia.
Inmagine también producía contenidos propios que requerían fotógrafos internos, diseñadores gráficos, maquilladores y un equipo de ventas para atender la demanda. En 2005, Inmagine creó 123RF, que ofrece imágenes y vídeos de stock libres de derechos, así como clips de audio, desde sólo 1 a 3 dólares por unidad. A diferencia del modelo de negocio anterior, 123RF permite a los fotógrafos de todo el mundo vender su trabajo en la plataforma según un modelo libre de derechos
Posteriormente, Inmagine Group se ha expandido creando nuevos negocios como Stockunlimited.com, Designs.net y también ha adquirido TheHungryJPEG.com, Craftbundles.com, Pixlr.com, Vectr.com y Storyandheart.com.

## Adquisiciones
En marzo de 2017, 123RF adquirió TheHungryJPEG, un mercado de fuentes y gráficos registrado en el Reino Unido y su empresa hermana Craftbundles por una suma no revelada.
En abril de 2017, 123RF adquirió Pixlr, un editor de imágenes en línea basado en la web de Autodesk por una suma no revelada.[7]En abril de 2017, 123RF adquirió Pixlr, un editor de imágenes en línea basado en la web de Autodesk por una suma no revelada.
En noviembre de 2017, 123RF adquirió Vectr, un editor de vectores basado en la web, y Story & Heart, una plataforma educativa de vídeo.